# E846号線
E846号線 (E846ごうせん、英: European route E846) は、欧州自動車道路のBクラス幹線道路。全線がイタリアにあり、コゼンツァ – クロトーネを結ぶ。

## 経路

### 経過する主要都市
- イタリア
  - E45号線 – コゼンツァ
  - E90号線 – クロトーネ